# 1916 في الجزائر
الأحداث من عام  1916 في الجزائر.

## الأحداث
- اندلاع معارك بين الاستعمار الفرنسي والطوارق في عين صالح وتمنراست وعين إيمجن.